# Imperial Beach (Kalifornija)
Imperial Beach je grad u američkoj saveznoj državi Kalifornija. Prema popisu stanovništva iz 2010. u njemu je živjelo 26.324 stanovnika.